# Lyoness
Lyoness International AG (även Cashback World, är ett österrikiskt aktiebolag bildat 2003 med ett svenskt dotterbolag i Stockholm. Bolagets huvudkontor låg 2015 i Graz i Österrike och man betecknar sin verksamhet som ”världens största shoppingcommunity”. 2015 fanns det 47 000 anslutna företag, av Lyoness kallade ”lojalitetsföretag”,  i Europa, Amerika, Mellanöstern och Afrika. Organisationen hade över 4,5 miljoner medlemmar[källa behövs] och det fanns mer än 250 000 butiker som accepterade Lyoness kundkort.[källa behövs]
Bolagets namn valdes utifrån den keltiska legenden om kungariket Lyonesse.
Lyoness förhandlar fram rabatter med andra företag och erbjuder dessa till shoppingcommunityns medlemmar, som sedan kan handla förmånligt hos de medverkande företagen på fyra olika sätt: dra kortet i butiken, online, via presentkort eller genom betalning med mobilen.
Företaget köper bland annat presentkort från större butikskedjor och säljer dem till sina medlemmar. En del av dessa presentkort kan förväntas att aldrig användas av konsumenten, varvid pengarna tillfaller de medverkande butikskedjorna när presentkorten gått ut.

## Ägarstruktur
Lyoness-sfären består av många olika företagsstrukturer där Lyoness International AG stöds av följande administrativa avdelningar: Lyoness eBiz GmbH, Lyoness Dataservice GmbH, Lyoness Lyco Soft GmbH, Lyoness Child & Family Foundation (stiftelse), Lyoness Greenfinity Foundation (stiftelse).
De kontinentala organisationerna är dotterbolag till Lyoness International AG och är moderbolag för de landsorganisationer som finns inom regionen: Lyoness Europe AG (grundat 2003), Lyoness Nordamerika (grundat 2011), Lyoness IMEA SA (grundat 2009), Lyoness Sydamerika SA (grundat 2011), Lyoness Asia Limited (grundat 2011).
I dagsläget finns totalt 47 landsorganisationer där de flesta, 33 stycken, ägs av Lyoness Europe AG.

## Tidslinje
Nedan följer utvecklingen av Lyoness.
- 2003: Lyoness grundas i Österrike och expanderar samma år till Slovakien och Ungern
- 2004-2007: Lyoness startar i Bulgarien, Tyskland, Rumänien och Serbien
- 2008: Stiftelsen Child & Family Foundation (CFF) grundas för att hjälpa människor i nöd genom att donera en procentsats av alla köp som genomförs via Lyoness.[9]
- 2008-2009: Lyoness startar i Slovenien, England, Schweiz, Italien, Kroatien och Turkiet.
- 2010: Lyoness huvudkontor flyttar till Graz i Österrike, Lyoness granskas och godkänns avseende ISO 9001:2008, IQNet, samt TUV Rheinland certifikaten.
- 2010-2011: Lyoness startar i USA, Kanada, Förenade Arabemiraten, Belgien, Grekland, Irland, Polen, Holland, Frankrike, Litauen, Makedonien, Portugal, Sverige, Spanien och Cypern.
- 2012: Stiftelsen Greenfinity Foundation (GFF) grundas för att erbjuda klimatskydd och förnybar energi, som finansieras av Lyoness medlemmar via deras köp.[10] En annan viktig del är samarbetet med European Tour Green Drive för att minska det ekologiska fotavtrycket för hela European Golf Tour.  Europatour-tävlingen  Lyoness Open var den första tävling men började med 2012, det ekologiska fotavtrycket hade till 2014 minskats med 40%.[11]
- 2012: Lyoness startar i Brasilien, Finland, Sydafrika, Lettland, Qatar, Australien, Filippinerna, Thailand, Hong Kong och Macau.
- 2013: Tioårsjubileum och Lyoness får 3 000 000 medlemmar.
- 2014: 4 000 000 medlemmar i 45 länder och 40 000 anslutna företag.[12]

## Kritik
I Lyoness affärsupplägg ingår att medverkande företag och medlemmar får ersättning i relation till hur många nya medlemmar de rekryterar, samt att en del av ersättningen utbetalas med tillgodohavandekuponger som enbart kan användas i Lyoness system. Detta har lett till att Lyoness i flera länder mött anklagelser om pyramidspelsverksamhet och vilseledande marknadsföring.

### Österrike och Schweiz
I februari 2017 dömde Obergericht des Kantons Zug i Schweiz att Lyoness ska betraktas som ett orättvist pyramidprogram i den mening som avses i art. 3 Abs 1 lit UWG. (Schweizisk federal lag mot illojal konkurrens) och att Lyoness distributionssystem och premiummedlemskapet bedrivs så att systemet som helhet ska betraktas som orättvist.
Bezirksgericht i Vöcklabruck, Österrike, har den 9 mars 2017 beslutat i sin dom 45C 527 / 16k-16 att affärsmodellen Lyoness Europe AG, Buchs, Schweiz skall betraktas som ett orättvist pyramidprogram inom Mening av Art. Z 14 i bilaga till § 2 UWG (österrikisk lag mot illojal konkurrens). Domen i Bezirksgericht, Vöcklabruck, gjordes på grundval av rättsliga åtgärder som vidtagits av en österrikisk pensionär.
År 2004 nämndes Lyoness i Österrikes Kriminalpolizeis tidning då polisen varnade för att ponzibedrägerier och pyramidspel åter börjat dyka upp i Österrike. Lyoness ifrågasatte påståendena. År 2005 nämndes Lyoness i en interpellation om rapporter om påstådda pyramidspel i Österrike från SPÖ-parlamentsledamoten Johann Maier till den tidigare österrikiska justitieministern.
I augusti 2015 lämnade den österrikiska åklagarmyndigheten för ekonomiska brott och korruption, WKStA, efter en tre år lång utredning, över en rapport till allmän åklagare.
Den rikstäckande österrikiska löntagarorganisationen Arbeiterkammer, den österrikiska föreningen för konsumentinformation och Schweizerische Beobachter (Schweiz motsvarighet till tidskriften Råd & Rön) manar till en skeptisk eller kritisk hållning gentemot de av bolaget utlovade förmånerna. En annan schweizisk konsumenttidskrift, K-Tipp, har satt upp Lyoness på sin varningslista över konsumentfällor.
I mars 2013 rapporterades om en rättsprocess påbörjad mot Lyoness av den österrikiska konsumentorganisationen VKI. I en rapport beställd av Lyoness skrev juridikprofessorn Peter Lewisch samma år att shoppingcommunityn inte är ett pyramidspel i Österrike.
I januari 2016 dömdes Lyoness för vilseledande affärsmetoder, efter att de blivit stämda av ett tidigare medlemsföretag.

### Norden
I mars 2014 anmälde den svenska Lotteriinspektionen Lyoness Sverige AB för misstänkt brott mot lotterilagen genom anordnande av pyramidspel och kedjebrevspel. Utredningen lades ner den 5 november 2014 av åklagarmyndigheten, vilket överklagades av Lotteriinspektionen. Förundersökningen återupptogs, men den 16 december 2015 beslutade Åklagarområde Stockholm att åter lägga ner förundersökningen.
I Norge granskades Lyoness 2014 av den norska lotterimyndigheten, som då inte kunde styrka lagbrott. I januari 2018 meddelade dock myndigheten att Lyoness' verksamhet i Norge faktiskt är olaglig och måste upphöra.

### Andra länder
I Italien dömdes lyoness att betala 3,2 miljoner euro i böter på grund av pyramidspelsliknande affärsmodell 2019.
Även i Grekland, Polen och Frankrike pågår granskningar av Lyoness verksamhet. Litauens State Consumer Rights Protection Board granskade företaget men kunde inte fastslå att några lagar bröts. I Australien ställdes Lyoness inför domstol av myndigheten för konkurrens och konsumentskydd, men friades. I Ungern dömdes Lyoness 2013 för vilseledande marknadsföring.